# 에밀리오 부트라게뇨
에밀리오 부트라게뇨 산토스(스페인어: Emilio Butragueño Santos, 1963년 7월 22일, 스페인 마드리드 ~ )는 스페인의 축구인으로, 현역 시절 포지션은 세컨드 스트라이커였다. 현재 레알 마드리드의 홍보 단장이다.
El Buitre(독수리)라는 별명으로도 유명하다. 경기 중 레드 카드를 받은적이 없어 경기장의 신사라고도 불린다.

## 클럽 경력
1981년 레알 마드리드 CF의 청소년 팀의 후보 선수로 축구를 시작하였고, 1984년 2월 5일 카디스 CF전에서 성인팀 데뷔를 가졌다. 그는 데뷔전에서 팀이 0-2로 끌려가고 있을 때 2골과 1도움을 기록해 충격을 주었다. 그해 10월에는 스페인 축구 국가대표팀에도 데뷔하였다.
당시의 레알 마드리드의 선수진은 두텁지 않아서 관중이 많이 없는 상황이었다. 부트라게뇨는 그런 팀에 변화를 불어넣었고, 1980년대 5번의 프리메라리가 우승을 포함해 수많은 우승컵을 모으며 팀의 핵심 선수로 부상하였다.

## 국가대표팀 경력
1986년 FIFA 월드컵때에는 5골을 넣었는데 16강전인 덴마크전에서 4골을 넣어 5-1의 대승을 이끌었고, 1990년 FIFA 월드컵에도 출전했으나 득점은 기록하지 못했다. 그는 국가대표팀에서 69경기에 나와 26골을 넣었는데, 라울 곤살레스(44골), 다비드 비야(31)와 페르난도 이에로29).
1995년 6월 부진한 성적(8경기 1골)과 17살 라울 곤살레스의 데뷔로 입지를 잃은 그는 멕시코의 클루브 셀라야로 이적하였다. 1998년 4월 그곳에서 은퇴하였다.

## 지도자 경력
2004년부터 2006년까지 레알 마드리드의 부회장으로 있었다.

## 수상

### 선수
- 라리가 : 1985–86, 1986–87, 1987–88, 1988–89, 1989–90, 1994–95
- 국왕컵 : 1988–89, 1992–93
- 리그컵 : 1985
- 수페르코파 데 에스파냐 : 1988, 1989, 1990, 1993
- UEFA컵 : 1984–85, 1985–86
- 코파 이베로아메리카나 : 1994
- UEFA 유로 준우승 : 1984

### 개인
- 발롱도르 3위 : 1986, 1987
- 라리가 득점왕 : 1990-91
- FIFA 월드컵 실버부트 : 1986
- FIFA 월드컵 올스타팀 : 1986
- 브라보상 : 1985, 1986
- FIFA 100 : 2004
- FICTS 명예의 전당

#### 발롱도르
- 1985 - 16
- 1986 - 3
- 1987 - 3